# Aurelio Moyano
Aurelio Moyano (1er août 1936 à Guatimozín, province de Córdoba, Argentine, – 3 juillet 2020 à Aix-en-Provence,) est un footballeur argentin. Il était milieu de terrain.
Il arrive en Europe en 1961, où il fait un essai concluant à l'Inter Milan. Le quota d'étrangers et le changement d'entraîneur ne lui permettent pas d'intégrer le club.
Il intègre donc le FC Nancy avec qui, la même année, il est finaliste de la coupe de France et 4e de première division en ayant joué 13 matchs et inscrit 2 buts. La saison 1962/1963 est délicate pour le FC Nancy et après n'avoir joué qu'un seul match, il est transféré en cours de saison à Cannes en D2 avec qui il finira 11e. Puis, la saison 1964-1965 le conduit à Aix-en-Provence avec qui il termine 10e de D2 (21 matchs, 3 buts). En 1965, il intègre Ajaccio et y passe 2 saisons (48 matchs et 8 buts).

## Carrière
- 1951 : Independiante
- 1954 : Club Atlético Excursionistas
- 1957 : Liga de Quito (Équateur)
- puis un autre club en Équateur
- 1962–1964 : FC Nancy
- 1964 : AS Cannes
- 1964–1965 : AS Aix
- 1965–1967 : AC Ajaccio
- AS Béziers

## Sources
- Marc Barreaud, Dictionnaire des footballeurs étrangers du championnat professionnel français, L'Harmattan, 1997, page 98.
- Playerhistory.com; Moyano played for Aix.